# Cape Breton (hrabstwo)
Cape Breton – historyczne hrabstwo (geographic county) kanadyjskiej prowincji Nowa Szkocja z ośrodkiem w Sydney, istniejące 1765–1784, powstałe ponownie w 1820, współcześnie jednostka podziału statystycznego (census division). Według spisu powszechnego z 2016 obszar hrabstwa to: 2467,74 km², a zamieszkiwało wówczas ten obszar 98 722 osoby.
Hrabstwo, którego nazwa pochodzi od przylądka Cape Breton, pierwotnie istniało w latach 1765–1784, a następnie zostało ustanowione ponownie w 1820 i  obejmowało cały obszar wyspy Cape Breton, w latach 1835–1851 już jedynie tereny współczesnych hrabstw Cape Breton i Victoria, od 1851 (delimitacja 1852) we współczesnych granicach.
Według spisu powszechnego z 2011 obszar hrabstwa zamieszkiwało 101 619 mieszkańców; język angielski był językiem ojczystym dla 94,8%, mi'kmaq dla 2,8%, francuski dla 0,9% mieszkańców.